# گمینا اوستروف لوبلسکی
گمینا اوستروف لوبلسکی (به لهستانی:  Gmina Ostrów Lubelski) یک گمینا در لهستان است که در شهرستان لوبارتوف واقع شده‌است. گمینا اوستروف لوبلسکی ۱۲۱٫۷ کیلومتر مربع مساحت و ۵٬۳۴۹ نفر جمعیت دارد.